# Нашествие монголов (трилогия)
«Наше́ствие монго́лов» — историческая трилогия советского писателя Василия Яна о завоеваниях монголов (Монгольское завоевание Средней Азии и Западный поход монголов) и о сопротивлении им народов, населявших земли Средней Азии и Восточной Европы в первой половине XIII века; крупнейшее и известнейшее произведение автора. Состоит из повестей (романов): «Чингиз-хан» («Чингисхан», 1939), «Батый» (1942), «К „последнему морю“» (1955).
Тематикой завоеваний Чингисхана Василий Ян заинтересовался ещё в начале XX века во время службы в Закаспийской области. По его собственному свидетельству, исходным толчком к написанию послужил сон, в котором Чингисхан попытался побороть будущего писателя. По рекомендации М. Горького, в 1934 году издательство «Молодая гвардия» заказало В. Яну повесть «Чингиз-хан», но в силу ряда причин, произведение было опубликовано лишь в 1939 году. Уже в феврале 1940 года в Гослитиздат была сдана рукопись продолжения — «Батый», а ещё через два месяца писатель предложил Детгизу адаптированный для детей текст «Нашествия Батыя». В 1941 году оказалось, что его книги являются чрезвычайно актуальными в условиях Великой Отечественной войны; 21 июля Василий Григорьевич Ян был принят в Союз советских писателей. По рекомендации А. Фадеева писатель стал лауреатом Сталинской премии первой степени за 1941 год.
Во время эвакуации в Узбекистане писатель продолжил работу над своим главным произведением. После возвращения в Москву, «Литературная газета» в выпуске от 22 апреля 1945 года анонсировала третью книгу Яна — «Золотая Орда и Александр Беспокойный», фрагменты которой печатались в разных периодических изданиях, включая «Красную звезду», «Московский комсомолец» и «Комсомольскую правду». В Гослитиздат рукопись романа была подана 31 декабря 1948 года, однако из-за противодействия археолога А. Арциховского и писателя А. Югова, писателю пришлось пойти на существенную переработку текста. В 1950 году роман был разделён: часть, посвящённая Александру Невскому, образовала повесть «Юность полководца», а оставшиеся главы о западном походе Батыя — роман «К „последнему морю“». Роман получился фрагментарным, утратив стилистическую и композиционную стройность. В свет он вышел уже после кончины Василия Яна — в 1955 году.
Книги трилогии получили множество положительных отзывов от историков — русистов, медиевистов и востоковедов, критиков и литературоведов, и стали весьма популярны, постоянно переиздаются.

## Содержание
Василий Ян настаивал на том, что все его объёмные художественные тексты являются повестями. С этим не соглашались ни его биографы, ни литературоведы, которые анализировали его трилогию «Нашествие монголов»: Л. Разгон, Т. Лобанова, В. Оскоцкий, С. Петров именовали «Чингиз-хана», «Батыя» и «К „последнему морю“» романами. В литературоведении В. Ян однозначно причислялся к представителям советского исторического романа, в котором повествование сосредоточено на знаменательных событиях прошлого и выдающихся исторических деятелях. Особенностью текстов В. Яна Л. П. Александрова называла то, что его главные персонажи — отрицательные исторические личности.

### «Чингиз-хан»

Памятник Джелал ад-Дину Мангуберди в Ургенче

Действие романа начинается ранней весною, когда запоздалая снежная пурга ещё бушевала над безжизненными песками великой пустыни Кара-Кум, близ Гурганджа в Хорезме, куда держит свой путь странствующий дервиш Хаджи Рахим аль-Багдади. В укрытой от ветра долине он находит разграбленный караван и, казалось, чудом уцелевшего купца Махмуда-Ялвача в опустевшей юрте — жертву нападения прославленного разбойника Кара-Кончара, или «Черного Меча». Перевязав раны Махмуда, Хаджи, не сказав купцу, забрал его золотую пайцзу в форме сокола. Затем он помог Махмуду найти убежище у кочевого семейства в ближайшей юрте. На эту же юрту натыкается и сын хорезмшаха Мухаммеда — бек Джелалэддин, который заблудился во время погони за раненым джейраном. Все обедают добычей бека, оказав гостеприимство самому Кара-Кончару, рослому и статному джигиту. Он поведал о трагедии его семьи: о мести шаха Мухаммеда туркменам за нападение кочевников на кипчакского хана, о казни отца, бегстве братьев и похищении своей возлюбленной Гюль-Джамаль палачами шаха. Сострадательный Джелалэддин предлагает Кара-Кончару своё покровительство и шанс доказать доблесть, передав ему документ, написанный изящной вязью, для прохода через охрану в Гургандж.
Прибыв в Гургандж, Хаджи Рахим с горечью узнаёт о гибели отца и младшего брата Тугана в шахской темнице. Его собственный дом стоит опустевший и заброшенный. Воспоминания о беспокойном прошлом нахлынули на него — о тех духовных исканиях, что когда-то привели его в Багдад. Тем временем шах Мухаммед ищет своего пропавшего сына Джелалэддина, приказав казнить десять заключённых, но проявив милость к мальчику по имени Туган, хозяин которого не принимает его обратно. Хаджи Рахим предлагает Тугану присоединиться к его странствиям, заказывая нож, выкованный из железных кандалов Тугана, с надписью «навеки и до смерти». Махмуд-Ялвач, теперь уже поправившийся, снаряжает Тугана в дорожную одежду из своей лавки, предоставляя ему кожаный кошель с пятью золотыми динарами. В знак дружбы Хаджи Рахим возвращает золотую пайцзу в форме сокола Махмуду-Ялвачу.
Мухаммед, под влиянием своей матери Туркан-Хатун, объявляет наследником младшего сына. Джелалэддину было предложено управлять приграничным Газни на границе с Индией, но он остался в Гургандже. Меж тем шаха стали терзать сомнения: он подозревает в заговоре туркменку Гюль-Джамаль — девушку, взятую в качестве его 301-й жены. Её заточили в башне «вечного забвения». Подосланная к ней старуха-предсказательница не смогла выпытать её тайны, и её заперли в команте с леопардом, но Кара-Кончар спас её, убив зверя. Меж тем смута охватила земли. Из Самарканда пришли вести о восстаниях и жестокой резне кипчаков. В гневе шах Мухаммед двинул войска на мятежный город. 
Неустрашимый Тимур-Мелик, начальник шахской гвардии, приглашён на обед к Джелалэддину, и вместе с ним — Кара-Кончар. За трапезой пленный меркитский охотник поведал им леденящие душу истории о бесчинствах Чингисхана. Помня о наставлениях властолюбивой матери, Мухаммед отверг попытки монголов установить мир. Поначалу его войска добивались успеха, но вскоре сын Чингисхана, Джучи, остановил их натиск. Так начался путь к неминуемому упадку и последующему распаду державы Хорезмшахов.

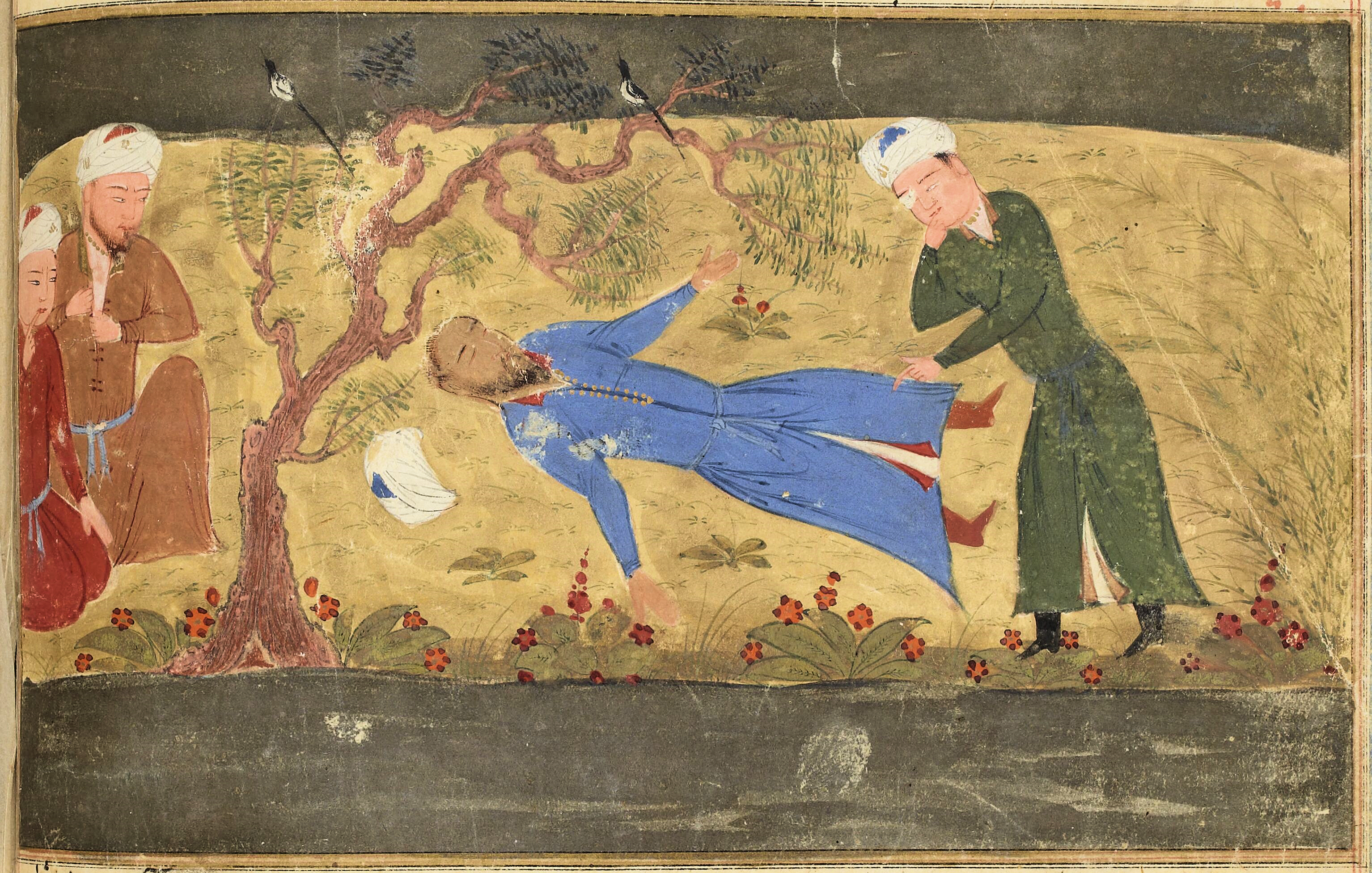
Смерть хорезмшаха Мухаммеда. Миниатюра из «Джами ат-таварих» Рашид ад-Дина

Внешне спокойный Самарканд, лишь недавно переживший подавление восстания, принимает делегацию купцов от Чингисхана. Среди прибывших и Махмуд-Ялвач, который под видом обычного торговца искусно шпионит за шахом в интересах Чингисхана, и даже во время аудиенции не побоялся открыто восхвалять могущество монгольского кагана. Слова эти вызвали глубокую тревогу у хорезмшаха. Пытаясь склонить Махмуда на свою сторону, Мухаммед преподнес гостю ценный дар — крупную жемчужину, лично снятую со своего браслета. Однако подкуп не удался: Махмуд сохранил верность Чингисхану. По возвращении в ставку Чингисхана, Махмуд подробно доложил обо всем кагану, в качестве доказательства предъявив шахскую жемчужину. В ответ Чингисхан отправил в Хорезм большой караван из 450 воинов, искусно замаскированных под купцов. Но в городе Отраре люди шаха разоблачили монгольский отряд. Без долгих раздумий Мухаммед приказал казнить весь прибывший контингент. Вскоре последовал новый вызов: к шаху прибыл монгольский посол. Его постигла та же трагическая участь, а его сопровождающих подвергли пыткам и затем с позором изгнали. Эти безрассудные и высокомерные действия хорезмшаха Мухаммеда стали последней каплей, спровоцировавшей полномасштабное вторжение монголов в Хорезм. 
Охваченный паникой перед лицом монгольского вторжения, хорезмшах приказывает собрать налоги на три года вперёд, хотя и с текущими были проблемы. В это смутное время бедный крестьянин Курбан-Кызык совершенно неожиданно для себя становится главнокомандующим. Не успев проявить себя, по пути в Бухару он лишился кобылы, что сделало его беззащитным. На следующий день монголы осадили Бухару, и местные имамы сдали город. Курбан бежал. Чингисхан же устроил пир, на который согнали пленных жителей, желая даже Хаджи Рахима сделать своим советником. Тем временем Мухаммед, его сын и оставшиеся в живых верные ему всадники, включая Курбана, обратились в бегство, на запад — в Персию, оставляя позади разрушенные города Самарканд и Мерв — города пали один за другим, словно костяшки домино.
В крайнем изнеможении и совсем больной, шах Мухаммед укрылся на маленьком пустынном острове в суровом Абескунском море, где жили лишь прокажённые, потерявшие человеческий облик. Постепенно шах сходит с ума и умирает. Через пятнадцать дней на остров прибывает Тимур-Мелик и находит бездыханное тело хорезмшаха — совершенно нагое, а на груди его сидел ворон, выклёвывая глаза — горький финал для правителя. После похорон Тимур-Мелик покинул остров и с джигитами отправился на поиски Джелалэддина, чтобы сообщить о смерти отца. Говорят, что сам он много лет скитался как простой дервиш по землям Аравии, Персии и Индии. Пока империя рушилась, Курбан сумел вернуться домой. Там он встретил соседа Саку-Кули, который поведал о бедах своей семьи. Воссоединившись с женой, Курбан полон решимости вспахать землю, чтобы выжить посреди царящего хаоса. Тем временем Чингисхан без промедления распорядился судьбами побеждённых: дочерей хорезмшаха раздал как трофеи. А жестокую царицу Туркан-хатун держал для потехи: её заставляли сидеть у входа в шатёр, петь скорбные песни, пока Чингисхан бросал ей объедки — трагический поворот судьбы.
Джелалэддин, принявший недавно титул султана, остаётся последней надеждой на спасение Хорезма. Его армия растёт как снежный ком, но союзники предают его ради золота, ослабляя, тем самым, его позиции. В лагере возникает раздор из-за дележа добычи, приводя к конфликтам среди командиров. После того как его армия терпит поражение, он бросается с высокого обрыва в тёмные воды бурной реки Синд. Выплыв и взобравшись на берег, он в последний раз вызывающе вскинул меч в сторону самого Чингисхана, прежде чем скрыться. Долгие годы после того он скитался, сражаясь с монголами и собирая отряды храбрых воинов, но так и не смог собрать достаточно сил для окончательной победы.
Тем временем, пока Джелалэддин боролся, рушились остальные центры Хорезмийского государства. Хаджи Рахим, слуга Махмуда-Ялвача, направленный с посланием к Джучи, сыну хана, попал в пустыне в плен к атаману разбойников Кара-Кончару. Их освобождают после того, как дервиш рассказывает истории о Гюль-Джамаль и Кара-Бургуте, включая встречу Кара-Кончара с Джелалэддином посреди снежной бури в юрте кочевников и чудесное спасение им Гюль-Джамаль от леопарда. Узнав, что Гюль-Джамаль жива и заключена в темницу, Кара-Кончар стремится поднять восстание в Гургандже, чтобы освободить её из «башни вечного забвения» Туркан-хатун. Тем временем монгольские войска осаждают Гургандж, берут пленных и по приказу монгольского хана Чагатая разрушают плотину, что приводит к фатальному наводнению. Выжившие понесли чудовищные потери; среди обломков нашли тела Кара-Кончара и Гюль-Джамаль. После смерти Джучи Хаджи Рахим стал наставником его сына Бату, будущего хана Бату.

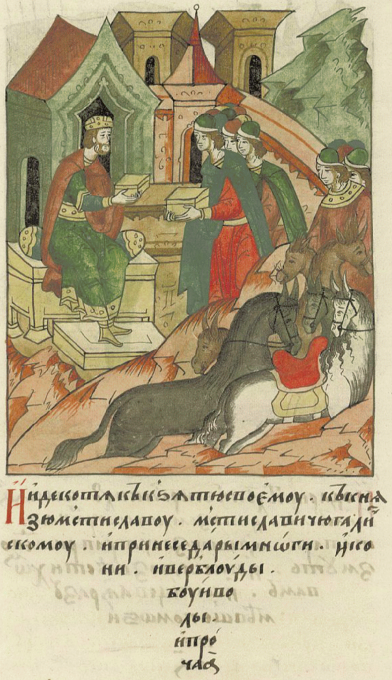
Хан Котян одаривает Мстислава Удатного. Лицевой летописный свод

Чингисхан направляет своих лучших полководцев, Субудай-багатура и Джебэ-нойона, на поиски беглого хорезмшаха Мухаммеда. В ходе этого похода монгольский корпус покорил города Семнан, Кум и Зенджан в Северном Иране, пощадив лишь Хамадан. Однако самого хорезмшаха обнаружить не удалось. Двигаясь далее, полководцы опустошили Грузию, разгромили Судак, а затем местность у современного города Харькова — главное становище половцев. Тем временем половецкий хан Котян обратился за помощью к русским князьям, собравшим силы у Киева. Монголы через послов заверили, что их цель — только половцы (кипчаки), а не русские земли. Однако, начав притворное отступление от Днепра, они заманили русские дружины в степь и нанесли сокрушительное поражение объединённым силам половцев, а затем войска Мстислава Удалого, одолев которые, монголы напали на киевский полк Мстислава Романовича. Киевский полк держал достойную оборону, но от князей поступил приказ сложить оружие, и всех воинов перерезали монголы. На поле боя подоспели новые русские отряды, но и они потерпели поражение. После раздела добычи монголы собрались на торжество, где Субудай открыл письмо Чингисхана. Великий каган приказывает своим монгольским отрядам возвращаться на родину — «на берега Керулена». На торжестве казнили всех пленных князей, раздавив их под досками. 
Продолжая кампанию, Чингисхан неустанно преследовал сына хорезмшаха, Джелалэддина, бежавшего в сторону Индии в поисках убежища. Монголы горели желанием сокрушить последний оплот сопротивления и уничтожить беглеца. Тем временем здоровье самого Чингисхана начало стремительно ухудшаться. Обеспокоенная супруга хана, видя его ослабление, через советника Елюй Чуцая пыталась убедить его вернуться. Сам завоеватель, терзаемый недугом, в отчаянной надежде остановить угасание, приказал найти легендарный эликсир бессмертия. Именно Елюй Чуцай предложил обратиться к прославленному даосскому мудрецу Чан-чуну. На встрече с ханом даос откровенно заявил: эликсир бессмертия — не более чем миф. Вскоре Чингисхан умирает, оставив после себя в качестве наследника и правопреемника Угэдэя. Территории на западе, включая земли бывшего Хорезма, достались его внуку Бату, впоследствии прозванному ханом Батыем.
В эпилоге раскрывается судьба Тугана: выжив и став монгольским воином, он отправляется в Хорезм, где обнаруживает Хаджи Рахима, заточенного в темницу. Имамы приговорили его к казни, но прежде требовали написать хроники походов Чингисхана. Туган передаёт Рахиму «целебные шарики» (зелье), которые, будучи проглоченными, вызывают состояние человека, неотличимое от смерти. Ничего не подозревающие тюремные надзиратели сбрасывают неподвижное тело Рахима в яму для казнённых. Ночью Туган с товарищами извлекают тело Рахима из ямы и увозят в укромное место. Там Рахим приходит в себя, обретая спасение и шанс на новую жизнь.

### «Батый»
Изложение ведётся от лица Хаджи Рахима, который начинает новую повесть описанием своего спасения. Далее он служил писцом, и однажды ночью приютил беглеца в дорогой одежде, который назвался посланником великого визиря Махмуд-Ялвача. Рахим не узнал в нём своего ученика — хана Бату; кроме старого факиха, беглеца видела сирота Юлдуз, живущая у почтенного Назар-Кяризека — конюха кипчакского хана Баяндера. Вскоре появляется юный джигит Арапша ан-Насир с приветом от непобеждённого хана Джелал ад-Дина. Прежде чем встать во главе бесчисленного монгольского войска, хан Бату скитается, скрываясь от наёмных убийц, подсылаемых другими претендентами на верховную власть. Даже беглецом Бату проявляет исключительные качества умного, беспощадного и уверенного в своей путеводной звезде воина. Пройдя через опасности и превратности судьбы, он сам становится грозой для других и по завету своего великого деда решает покорить всю вселенную до её края — последнего моря. Царевичи-чингизиды собрались в Сыгнаке, готовясь к великому походу на Запад. Назар-Кяризек выпрашивает у хана Баяндера коней, чтобы самому с пятёркой сыновей поучаствовать в великом походе. Перед самым отъездом он продаёт Юлдуз для ханского гарема за 24 золотых динара, и от отца отрекается самый младший сын Мусук, который был в неё влюблён. Назар-Кяризек попал в свиту Субудай-багатура — наставника Бату-хана и был приставлен охранником и соглядатаем к Хаджи-Рахиму. Беглого Мусука, которого успели ограбить, берёт в свой отряд Арапша. В свите оказалась и Юлдуз: перед выходом из Сыгнака мать Батыя отобрала из его сорока жён семерых, которые должны были сопровождать своего повелителя в походе. Хан повелел, чтобы одной из «семерых звёзд» была именно Юлдуз. Остальными были четыре знатных монголки и две дочери хана Баяндера, которые прозвали Юлдуз «рабочей, чёрной женой».

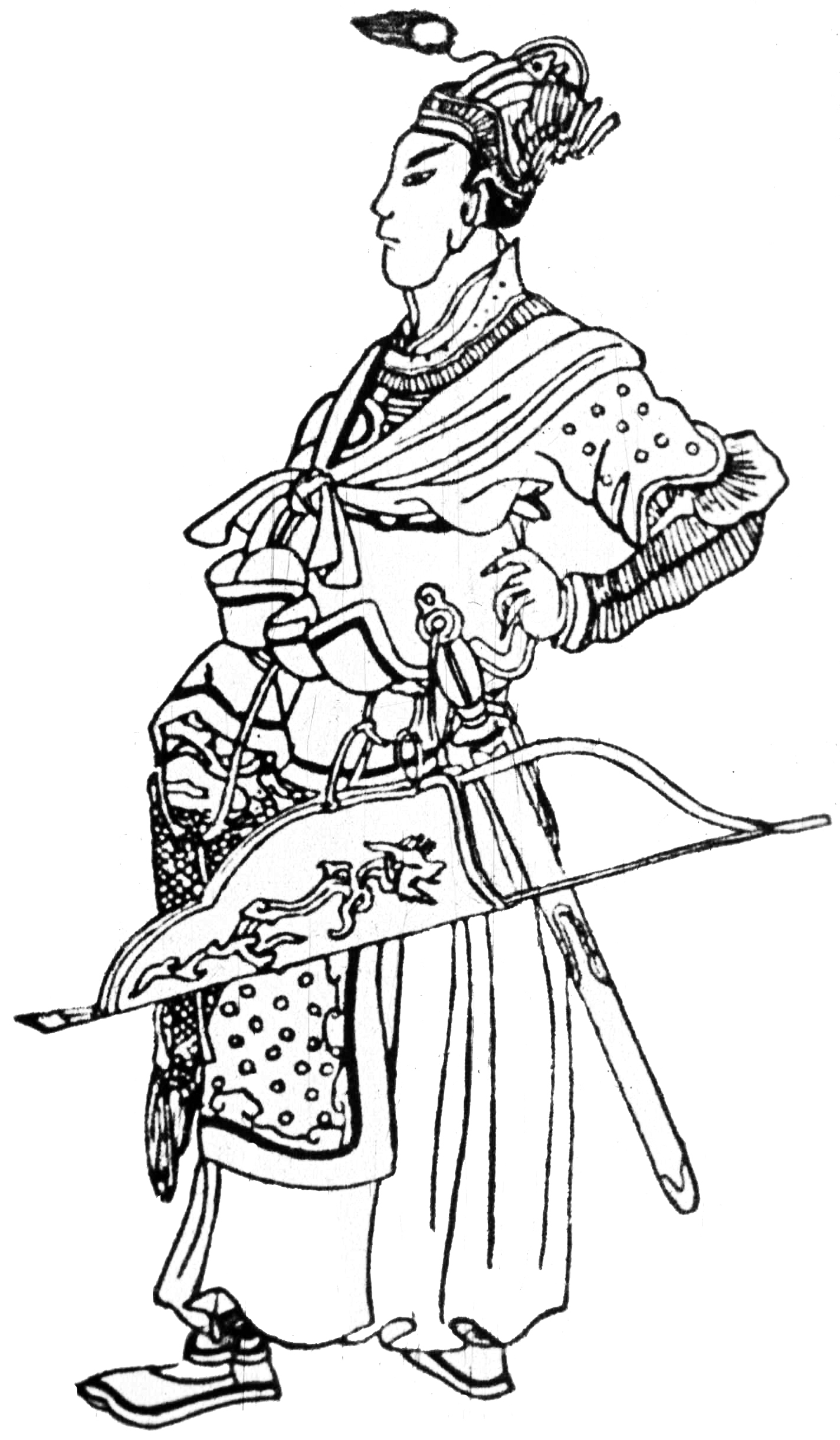
Китайское изображение Бату-хана XIV века из издания «Истории первых четырёх ханов из рода Чингиза». Государственный исторический музей

Через полгода после выхода из Сыгнака, поздней осенью монгольское войско вышло к берегам Итиля. Здесь Мусук был ранен при встрече с отрядом свергнутого великого князя Рязанского Глеба Владимировича. Вместе с ними доставили Вавилу — раба прорицателя Газука. Сорокалетний опыт рыбака пригодился для прокладки брода через великую реку. Осенью года Раковины (1237) Бату-хан встал лагерем у Ураковой горы на берегу Еруслана. Глеб Владимирович пришёл к хану в особенно ненастную ночь и предложил стать главным советником и проводником по русским землям, и его взяли на службу нукером. Бату пирует в юрте Юлдуз, и для его удовольствия колдун Газук рассказывает сказку о хане Итиле, по окончании которой младшая жена говорит, что именно Батыю предстоит стать путеводной звездой монголов. Тем временем в Рязани собирается вече, на котором князь Юрий Ингваревич выслушивает монгольских посланцев. Один из них оказывается булгарским купцом, который неоднократно бывал в городе, и, следовательно, был соглядатаем. Когда от рязанцев потребовали платить десятину со всего, по совету дружинника Евпатия Коловрата, князь направил послов к великому владимирскому князю Георгию Всеволодовичу. Князь Юрий, понимая нависшую беду, посылает за помощью во Владимир, Суздаль, Ростов, Великий Новгород и иные княжества. О чём татарские послы говорили с князем Георгием, осталось никому не известным.
Зимой Бату-хан встал в дубовой роще на реке Воронеже. Русские послы принесли дары, но Батый остался недоволен, заявив, что из Китая получал более искусно сделанные вещи. Он был рад только дюжине коней, из которых одного, вороного, взял себе, а остальных передарил другим Чингизидам. На пиру князь Феодор Юрьевич отказался кланяться Батыю и обратился к нему, как к равному. За это при раздаче угощения рязанские послы удостоились порции низших слуг, но на ехидство предателя Глеба ответили половецкой пословицей: «Иди на пир, поевши дома досыта». Когда Феодор собрался уезжать, все были перебиты по приказу Бату-хана. Когда грянули морозы, владыка совещался с шаманкой Керинкей-Задан, какой выбрать маршрут похода: на Рязань или на юг — к Киеву. Но он последовал совету своего воспитателя Субудая и учителя Хаджи-Рахима — войско застоялось, и следовало пополнить запасы во взятых русских городах. Тем временем в Рязани княгиня Евпраксия, узнав о гибели своего мужа Феодора, поднялась с их ребёнком на городскую башню и бросилась на камни. При наступлении Мусук со своим начальником — сыном Субудая Урянх-Каданом — попал в плен к князю Юрию Ингваревичу, и тот решил принять бой на Диком поле. После разгрома русских почти насмерть замёрзшего Урянх-Кадана возвращает к жизни баба Опалениха, попавшая среди добычи к Субудаю. Когда всесильный полководец предлагает ей награду, она говорит: «Мы и скотину хворую милуем. А он хоть и нехристь, а душа всё же человечья…»
Рязань долго и мужественно сопротивляется, но не получив помощи от других русских земель, превращается в пепелище под копытами монгольских коней. Стремительно, не дав опомниться сопредельным княжествам, хан Бату движется на Коломну. В безрассудной попытке захвата погиб сын Чингисхана — Кюлькан-хан, и город был испепелён. Та же участь постигает вскоре Москву (Мушкаф) и Владимир. И всё же отвага не оставляет русских князей; они тайно от врага приступают к сбору общего русского войска, которое должно сокрушить монголов, командует ими Евпатий Коловрат. Но предатель извещает об этом хана, и тот всеми своими силами обрушивается на русских, прежде чем они успели объединиться. После разгрома Козельска Бату-хан повелел поворачивать на юг — в Кипчакские степи. Впереди всех он направил на Уракову гору китайского архитектора Ли Тун-по (именно он построил стенобойные машины, погубившие Владимир), чтобы воздвигнуть походный дворец — сердце новой державы. Юлдуз попросила отправить с ним и Назар-Кяризека, которого никогда не могла простить. Предателя Глеба, который выполнил свою задачу, Арапша прогоняет в степь. 
Финал «Батыя» был очень своевременным для самого тяжёлого военного года — 1942-го: он был построен на контрасте двух глав. Лейтмотивом главы «А Русь-то снова строится!» является перестук топоров на пожарище Перунова Бора, тогда как в главе, посвящённой торжеству победителей, «На далёкой родине», вместо триумфа — жалобные песни. Старый Назар-Кяризек, вернувшись к родной юрте, вместо добычи привёл четырёх коней с пустыми сёдлами — его сыновья полегли в походе на Русь.

### «К „последнему морю“»
В первой части романа резчик печатей и осведомитель халифа Багдадского Дуда Праведный извещает, что в городе объявился Абд-ар-Рахман — достойный потомок Франкоборца, завоевателя Испании. Принято решение направить его на север к Бату-хану, ибо он сможет отвести татарскую угрозу от земель Ирака. Дуда становится его секретарём и летописцем. Послы двинулись на корабле от Железных ворот до Хаджи-Тархана. Владелец корабля Ислам-Ага содержит византийскую принцессу Дафни из дома Комнинов, «способную пробуждать глубокую страсть». Её захватили пираты, когда гречанку везли к будущему мужу — грузинскому царевичу. Далее послы и купцы были ограблены: Дафни достаётся хану монголов, но Абд-ар-Рахмана не трогают по заветам ясы Чингисхана. Посол встречается с мудрой гадалкой Биби-Гюндуз, которая говорит ему, что молодой араб жаждет славы, а не богатства. Далее с караваном арабских купцов он отправляется в ставку Бату-хана.

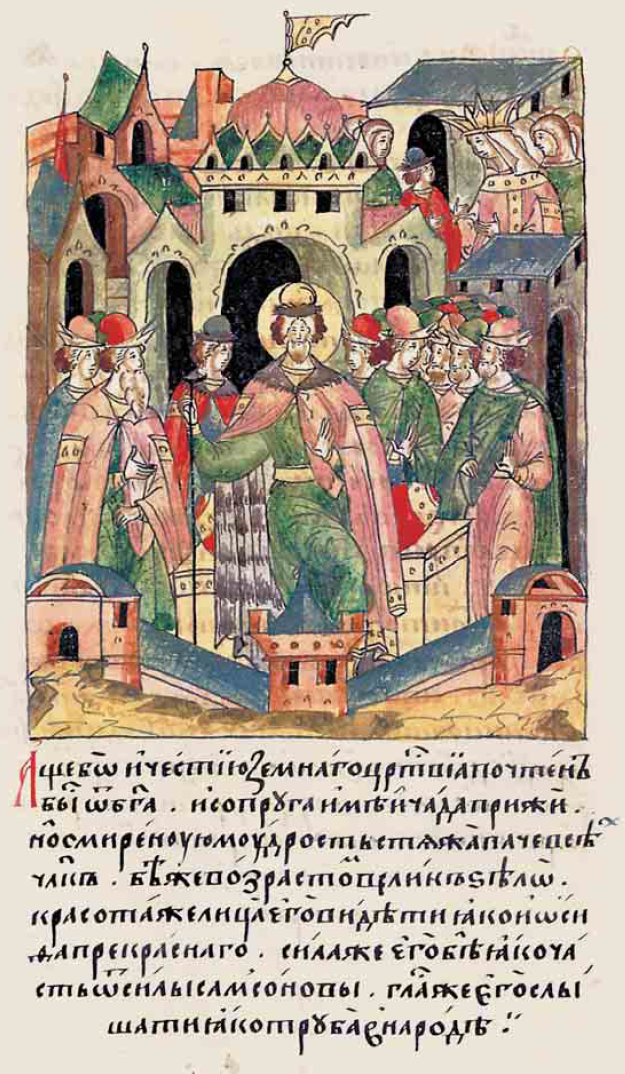
Лицевой летописный свод Изображение Александра Ярославовича с подписью: «Аще бо и честию земнаго царствиа почтенъ бысть от Бога, и сопруга име и чада прижи, но смиренную мудрость стяжа паче всех человек, бе же возрастом великъ зело, красота же лица его видети яко Иосифа Прекраснаго, сила же его бе яко часть от силы Самсоновы, гласъ же его слышати яко труба въ народе»

Действие переносится в золотой дворец, воздвигнутый в приволжской степи вывезенным из Китая архитектором Ли Тун-по. Ему служит Мусук, достигший чина тайджи. Прошло совсем немного времени после погрома, учинённого Батыем в Залесской Руси. Бату ещё молод и полон сил, обрёл уверенность в себе, подчинил родню. Убедившись в своей избранности, хан желает выполнить завет божественного правителя, дойти до «последнего моря», всюду неся покорённым свет ясы Чингисхана. Увидев новый дворец, Батый почувствовал себя больным, его оберегает любимая жена Юлдуз-Хатун, а его брат Орду хлопочет, стараясь найти врача, в роли которого выступила принцесса Дафния. Её вместе с Дудой приводит сотник Арапша. Придя в себя и став свидетелем скандала своих жён с Юлдуз, Бату-хан дарит трёх из них своим полководцам; Орду-хан обещает Дафни косяк кобылиц, свободу и девяносто девять подарков и селит в своей юрте. На совещании у владыки посол Абд-ар-Рахман обещает ему свой меч и службу, а во время дискуссии Ли Тун-по и летописец Хаджи Рахим сообщают Бату-хану, что величие Искандера Двурогого основывалось не только на завоеваниях, но и милости к покорённым народам, которых царь «делал своими детьми». Бату-хан объявляет об основании нового государства — Синей Орды.
Изложение четвёртой части ведётся от имени Хаджи Рахима, который продолжает свою «Путевую книгу». Бату-хан встревожен свободолюбием Новгорода Великого и велит отобрать из пленных самых толковых, чтобы получить все интересующие его сведения. Этим занимается Арапша, который находит охотника на бобров Савву и могучего Кожемяку, которые рассказывают хану о Ярославе Всеволодовиче и его сыне Александре. Субудай-багатур заявил, что дал бы Александру чин тысячника, и Бату назначает Арапшу послом в Новгород. Это совпало с прибытием плотовщиков от князя Александра с дарами для татарского хана и выкупом пленных. Посол Гаврила Олексич устраивает для Юлдуз-Хатун медвежью потеху, за которую вознаграждён половецкой танцовщицей и шпионкой Зербиэт-Ханум. Ловко избежав унижения (ему прислали старых кобылиц под роскошными сёдлами), Гаврила успешно выкупает пленных русских и отправляет их малыми партиями через степь. Хотя он отказался от чести возглавить поход на Киев, Хаджи Рахим привёл Батыю слова Махмуд-Ялвача — «этому человеку верь». Бату-хан отпустил Гаврилу в Новгород вместе с эмиром Арапшой. Единственное, что беспокоило Гаврилу Олексича, как он предстанет перед женой Любавой с Зербиэт-Ханум, но оказалось, что перед самым отъездом её похитил обаятельный нойон Иесун-Нохай. Вернувшись домой, Гаврила узнал, что чуть не потерял Любаву, собравшуюся в монастырь, когда ей сообщили, что муж её связался с татаркой и живёт на чужбине. В последний момент Гаврила увозит её с пострига, несмотря на угрозы игуменьи.
Во время подготовки к походу на Запад Бату-хан испытывает сильный гнев от противодействия чингизидов, и даже Юлдуз советует ему не разрушать Киева, а сделать его второй столицей. После совещания брат Орду жалуется, что его наложницу-гречанку совратил и похитил неугомонный Иесун-Нохай, который оказался непутёвым сыном Татар-хана, отправленным в войско для острастки. Когда он попытался проникнуть в покои Юлдуз-Хатун, Бату и Субудай устроили ему ловушку и назначили в отряд «буйных» — авангард монгольской армии. Среди батыров — самые разные люди, вплоть до курда-живодёра Утбоя, у которого попона на коне из содранной с неверной наложницы кожи. Утбой Курдистани выдаёт попону за останки Джелал ад-Дина. Иесун избил его и заставил признаться, что тот не побеждал сына хорезм-шаха. На Киев первым направили Менгу-хана. Далее действие переносится в становище хана Котяна, у которого гостит венгерский монах Юлиан, везущий своему королю высокомерное послание Батыя. Часть изложения ведётся от лица Абд-ар-Рахмана, отправляющего отчётные послания в Багдад.
Читатель знакомится с Вадимом, который мечтал стать иконописцем, и оказался в свите жены Александра Невского. После того, как он изобразил вместо Богородицы синеокий образ княгини, отец Макарий обвиняет его в бесовском искушении, и Вадим бежал в Киево-Печерский монастырь, надеясь найти достойного наставника и исцелиться от тоски. Он сумел совершить первые успехи в избранном им искусстве, и вынужден был взяться за оружие и пасть в битве с захватчиками, ибо Киев встал поперёк пути монголов к Морю Заката. Король Франции готовится принять мученический венец, а германский император — бежать в Палестину. Но после учинённого в Восточной Европе погрома Батый не решается идти дальше, армия его обескровлена в тяжелейших боях и устала воевать. Самого Батыя дома ждёт печальная весть: его знатные жены извели «чёрную», зато самую любимую — Юлдуз, её оплакивают служилые интеллигенты — Хаджи Рахим и Ли Тун-по. Город растёт и строится, в кровавых муках великой войны родилось новое могучее государство, определяющее судьбы всех своих соседей многие сотни лет вперёд. Завершая свою повесть, Хаджи Рахим написал:

…Я могу только пожелать моим будущим читателям, чтобы им не пришлось испытать самое ужасное, что может быть в нашей жизни, — всесокрушающего урагана жестокой и бессмысленной войны.

## История создания

### «Чингиз-хан»: от сна к тексту

Чингисхан, каким его увидел во сне Василий Ян. Рисунок В. Г. Янчевецкого, 1937

По его собственным воспоминаниям, первичный импульс к развитию темы великих завоевателей, Василий Янчевецкий получил во время разведывательной экспедиции в Иран и Афганистан в 1903—1904 годах. Во время встречи нового, 1904 года в пустыне:

Мне приснилось, что при входе в свою юрту сидит Чингиз-хан. Он сидел на пятке левой ноги, руками охватив правое колено. Пригласил меня сесть рядом, и мы стали беседовать. Неожиданно он предложил мне побороться … «Ты же меня сильнее?» — «А мы попробуем», — ответил он спокойно. И мы стали бороться в обнимку, по-русски, переступая с ноги на ногу. Я почувствовал, как Чингиз-хан могучими объятиями начинает гнуть мне спину, сейчас переломит хребет!.. «Что делать? Как спастись?..» — подумал я во сне. — «Ведь сейчас будет мой конец! Смерть! Темнота!..». Но счастливая мысль осенила меня: «Ведь это только сон! Нужно проснуться!..» И, сделав усилие, я проснулся. Пустыня спала. Не было Чингиз-хана, пронизывающего взгляда его колючих глаз. Но с этой минуты образ завоевателя стал для меня живым…
Во второй раз этот сон пришёл в ночь на 1 марта 1935 года, когда в разгаре была работа над романом. Дневниковая запись об этом была стихотворной:

Я был вчера в объятьях Чингиз-хана,

Он мне хотел сломать спинной хребет!

Но человек — игра и радостей и бед,

И светится ещё звезда Софера-Яна!..

21 августа 1934 года в дневнике писателя зафиксировано, что издательство «Молодая гвардия» неожиданно заинтересовалось темой Чингисхана, и был подписан договор на повесть в 12 авторских листов, со сроком сдачи рукописи в феврале 1935 года. Василий Ян погрузился в обычные для него исторические изыскания, текст создавался мозаично, эпизодами по темам, которые захватывали его воображение. Одной из существенных сложностей при написании романа стал выбор темы, сюжета и композиции. В одном из интервью В. Ян утверждал, что колебался, следует ли ему описать всю биографию Чингисхана или ограничиться одним периодом или эпизодом его жизни? В итоге, писатель выбрал эпизод, «наиболее близкий и значительный для советского читателя: вторжение армии Чингисхана в Среднюю Азию, на те земли, где теперь находятся советские республики…». Первой была описана сцена смерти Чингисхана. К сроку оказалась готова только половина текста. Текст был готов 12 июня 1935 года, однако новый ответственный редактор издательства отверг рукопись, ссылаясь на «множество неточностей». Пришлось приступить к переделкам, а также заручиться поддержкой тюрколога В. А. Гордлевского и искусствоведа А. К. Дживелегова. Одновременно была подана заявка в Детгиз с планом «Батыя» как продолжение «Чингиз-хана». Эта заявка была принята, но подписание договора постоянно откладывалось. В феврале 1936 года рукопись «Чингиз-хана» была предложена издательству «Советский писатель», но отвергнута им.
Невозможность печататься означала, прежде всего, финансовую катастрофу: в одной из дневниковых записей Ян написал, что вместо полноценного обеда пришлось ограничиться бутылкой кефира. Ранее рукопись была предложена в ташкентское издательство «Саогиз», но и оно расторгло договор из-за задержки предоставления рукописи. Писатель не позволил себе сломаться: сократив «Чингиз-хана» для детского чтения, он отправил рукопись в Ташкент и подал заявку в Учпедгиз на историческую книгу «Золотая Орда». В 1937 году Ян присутствовал на совещании редакторов серии исторических романов «Журналгазобъединения», после которого 16 сентября ему предложили создать трилогию о нашествии монголов. 22 ноября 1937 года была получена положительная рецензия на «Чингиз-хана» от археолога С. Киселёва, в которой роман был назван «ценным трудом». Однако и на этом работа застопорилась, поскольку главный редактор серии А. Тихонов заявил, что «Чингиз-хан» не соответствует общему уровню серии (в ней публиковались тексты Л. Фейхтвангера, А. Франса, Б. Пруса, А. Н. Толстого), предложив, учитывая его оригинальность, соавтора или редактора-консультанта. Ян отверг этот вариант. В 1938 году он предложил рукопись в журнал «Новый мир» и вновь получил отказ.
Перелом наступил только летом 1938 года, когда рукопись «Чингиз-хана» попала в руки профессора И. И. Минца — заведующего кафедрой истории народов СССР в Высшей партшколе при ЦК ВКП(б). Встреча историка и писателя состоялась 10 июня 1938 года и поначалу шла в русле официальной идеологии: И. И. Минц сообщил, что о татарах В. Г. Ян написал так, как будто это было «передовое общество своего времени». Однако беседа закончилась признанием, что рукопись Минцу понравилась, и «книгу следует напечатать». 22 августа беловая машинопись была отправлена в Гослитиздат; сразу был предложен договор и на «Батыя». Предисловие к «Чингиз-хану» написал С. В. Киселёв. Завершающая стадия работы тяжело далась писателю: лето 1938 года было чрезвычайно жарким и влажным, что привело к обострению астмы. Гранки В. Ян получил 30 декабря.

### «Батый» и Сталинская премия
В феврале 1940 года Ян сдал в Гослитиздат рукопись «Батыя» (с иллюстрациями сына Михаила), а через два месяца — в Детгиз сокращённый и адаптированный для детей текст «Нашествия Батыя». 22 апреля 1941 года писатель был приглашён в Московский горком ВКП(б) на беседу с А. С. Щербаковым по поводу будущей повести, условно названной «Александр Невский и Золотая Орда». Уже в мае было принято решение печатать «Батыя» «книгой-молнией», первые экземпляры которой были получены 15 июня. После этого писатель вместе с семейством Михаила Янчевецкого отправился на дачу в посёлок Искра. Здесь он узнал о начале войны с Германией. Писатель сразу же подал заявление о вступлении в ополчение, но в горкоме ему сказали, что перо не менее необходимо фронту. 21 июля В. Г. Янчевецкий (Ян) был принят в Союз советских писателей. Удостоверение за № 3417 ему выдал лично А. А. Фадеев, и Ян мог рассчитывать на внесение своего имени в эвакуационные списки. 22 октября он уехал в Куйбышев. Дорожный дневник вёлся на свободных листах биографии Овидия 1877 года издания; в пути Василий Ян вычитывал корректуру «Батыя». 11 декабря 1941 года писатель эвакуировался в Ташкент, где прошли три следующих года его жизни.
12 апреля 1942 года в газете «Правда» был опубликован список лауреатов Сталинской премии за 1941 год, среди которых значился и Василий Ян. До сих пор достоверно неизвестно, кто предложил его кандидатуру и поддерживал её; высказывались предположения, что это был А. А. Фадеев. По преданию, передаваемому сыном писателя, Сталин спросил, сколько Янчевецкому-Яну лет, и якобы распорядился присудить премию первой степени, поскольку «другие ещё успеют». Утром 12 апреля В. Янчевецкого привезли в ЦК Узбекистана, где его поздравил один из руководителей республики, затем писателя сфотографировали для «Правды Востока» и взяли интервью. Поздравления от коллег прислали Президиум ЦК профсоюза работников печати, Сергей Бородин (также лауреат Сталинской премии за роман «Дмитрий Донской») и Всеволод Иванов.

### От «Александра Беспокойного» к «Последнему морю»
После возвращения в Москву в 1945 году, на первом же заседании секции художественно-исторического жанра Союза писателей, В. Ян прочитал фрагменты своего завершающего романа — «Александр Беспокойный и Золотая Орда», о чём уведомляла «Литературная газета» в выпуске от 22 апреля 1945 года. В разных периодических изданиях (включая «Красную звезду», «Московский комсомолец» и «Комсомольскую правду») печатали законченные фрагменты завершающего романа трилогии — об Александре Невском. Первую часть — из пяти запланированных — романа В. Ян завершил в 1943 году в Ташкенте и отдал дочери на сохранение. К январю 1947 года рукопись была закончена, однако из-за того, что специалист-историк высказал ряд замечаний, работа затянулась, и только 31 декабря 1948 года рукопись была отправлена в Гослитиздат. В 1949 году работа резко застопорилась: рецензенты — по разным причинам — критиковали его роман, упирая, главным образом, на недооценку «величия Руси и Александра Невского». Главными противниками публикации выступили (как они названы в дневнике) профессор «А. А-й» (А. Арциховский) и писатель «А. Ю-в» (А. Югов). По мнению И. Просветова, причиной было то, что Арциховский активно включился в «борьбу с космополитизмом». В этой ситуации Василию Яну не могли помочь ни С. Веселовский, ни С. Бахрушин, ни, тем более, И. И. Минц, который сам оказался жертвой этой кампании. Алексей Югов, вероятно, стремился избавиться от конкурента, поскольку как раз в 1949 году сдавал в печать «Ратоборцев» — дилогию, одна из частей которой также была посвящена Александру Невскому.
В 1950 году писатель был вынужден согласиться на разделение романа, о чём сожалел в частном письме от 24 декабря. Летом 1951 года в Детгиз была сдана рукопись повести «Юность полководца» — фрагменты удалённых частей об Александре Невском, а в Гослитиздат — «К „последнему морю“», оставшийся текст о Батые . Лев Разгон отмечал, что после того, как была извлечена значительная его часть, роман получился фрагментарным, утратив стилистическую и композиционную стройность. Торопливая переработка привела к тому, что некоторые второстепенные персонажи внезапно появляются, и столь же внезапно исчезают, а отдельные фрагменты более напоминают конспекты. Повесть о юном Александре вышла в свет в 1952 году, краткой рецензии она удостоилась лишь в «Пионерской правде». Несмотря на переработку, Гослитиздат не спешил с публикацией «К последнему морю», роман даже не был поставлен в издательский план 1953 года, поэтому Лидия Владимировна без ведома мужа обратилась к А. Фадееву. Тот ответил с большим опозданием 18 июля 1954 года, когда В. Ян был уже тяжело болен. Гослитиздат выпустил в свет «К „Последнему морю“» в 1955 году, уже после кончины Василия Яна.

## Литературные особенности
Автор и критики воспринимали трилогию как единое целое, которому свойственны одинаковые литературные приёмы и методы художественной реализации тех или иных исторических событий. Наблюдения над жизнью тувинцев в 1920-х годах пригодились В. Яну при работе над историческими романами о жизни монголов. Баба Опалениха из романа «Батый» была списана (под реальным именем) с одной из жительниц Уюка. Один из важнейших сквозных сюжетов в «Чингиз-хане» — конфликт отца и сына: разлад между великим каганом и его старшим сыном Джучи, наместником в Хорезме. Писатель описал Джучи как кривое зеркало самого Чингисхана, похожего на отца всем, включая «холодный взгляд зеленоватых глаз, пристально и мрачно глядящих на всё вокруг». Заподозрив в нём соперника, отец отослал старшего сына в самый крайний угол своего царства. Здесь проявилась начатая ещё в «Огнях на курганах» тема культа всепроникающего насилия и жестокости, которая в ближайшем окружении тирана пронизывает и определяет даже семейно-бытовые обыкновения. Поэтому Джучи у Яна был убит наёмниками, подосланными своим отцом, самым варварским из возможных способов — «переломанным, по монгольскому обычаю, хребтом». В этом плане Василий Ян не чурался прямолинейности и, реализуя сверхзадачу — обличения тирана, он представлял нарочито обличительные описания. Даже внешний облик Чингисхана неэстетичен и отталкивающ: если он весел, то хлопает «большими ладонями по грузному животу», и рот его растягивается «в подобие улыбки», и хохот уподобляется лаю «большого старого волкодава». В гневе приказывает накормить борзую собаку «сердцем мальчишки» — сына поверженного Джелаль-эд-Дина, и когда «палач-монгол, улыбаясь до ушей от гордости», подносит ему «маленькое дымящееся сердце», он кряхтит, «как старый боров».
Композиция трилогии выстраивалась на основе хроники монгольского похода на Запад. Соответственно, кульминацией и финалом первой книги является смерть «Потрясателя Вселенной». Во второй части действует его внук Бату, с которым дед связывал надежду продолжения великого дела. Собственно сюжет трилогии задан историей и географией завоевательных походов Чингисхана и Батыя. В двух частях трилогии удалось добиться гармонического единства содержания и формы, основанного на глубоком знании исторической реальности. Например, когда Субудай и Джебе отправляют гонца в Монголию после битвы при Калке, не зная письма, они составляют послание в виде песни, и заставляют посланника пропеть её «девятью девять раз», из-за того, что девятка у монголов была священным числом. Равным образом, описывая первое появление малолетнего Бату-хана, Ян замечает, что из его колчана торчало три стрелы с красным оперением, положенных ему по рангу.
Единства не удалось сохранить в завершающей книге трилогии, которая так и не была опубликована в изначальном виде. Из целостного романа «Золотая Орда и Александр Беспокойный» пришлось удалить целые главы, позднее опубликованные как самостоятельные новеллы: «Возвращение мечты», «В орлином гнезде „Старца горы“», «Скоморошья потеха», и искусственно разделить роман на два текста — «К „Последнему морю“» и «Юность полководца». Именно это привело к критике, когда, например В. Пашуто осуждал авторское отношение к историческим источникам и то, что Ян периодически «сбивается на исторический пересказ, полный ошибок и неточностей». Ещё больший перечень последствий разделения привёл Л. Разгон: в романе «К „Последнему морю“» очевидны разрывы между отдельными частями, «клочковатость» эпизодов. Идеологический заказ сильно сказался на тексте: после войны активно внедрялась «теория бесконфликтности» с её установочной ориентацией на идеального героя. Дошло до того, что писателя открыто заподозрили в злонамеренном возвышении Батыя над нарочито приниженным Александром Невским. Хаджи-Рахим — выразитель авторских устремлений (так называл себя В. Ян в 1930-х годах) — восхвалял Искандера Двурогого, то есть Александра Македонского, заявляя, что слава его — «истинная, вечная слава». Изменились и образы «служивой интеллигенции»: если советник Чингисхана Елюй Чуцай и даосский мудрец Чан-чунь возражают ему и грозят карами неба, то строитель золотого ханского дворца Ли Тунпо почтительно говорит Бату-хану, что подданные любят его за справедливость и заботу о благе народа. Критики называли и иные «художественные издержки»: с одной стороны, избыточность исторической информации, с другой — утрату «педантической точности» к историческим деталям. Например, плотовщики, гоня лес по Волге по приказу Александра Новгородского, поют «Уж как пал туман на сине-море», тогда как эта песня появилась только в XVIII веке. Л. Разгон обратил внимание на то, что вообще произведениям В. Яна была несвойственна любовная линия. Тем большим контрастом является изобилие женских персонажей в романе «К „Последнему морю“»: надменная греческая царевна Дафния, «язва и колючка»; прорицательница Биби-Гюндуз; любимая жена Бату — Юлдуз, впоследствии отравленная соперницами; половчанка-шпионка Зербиэт-Ханум, и некоторые другие.
Лучшим в романе В. Оскоцкий считал изобразительную силу описания похода Бату-хана «на закат солнца», поперёк которого встал Киев, приняв трагическую эстафету Рязани и других спалённых в «Батые» городов, устами своих послов заявив «категорический отказ добровольно покориться татарам». Василий Григорьевич хотел противопоставить прямолинейный напор Бату-хана осторожности Александра Ярославича, который, разгромив шведов и ливонских рыцарей, всеми силами избегал прямой конфронтации с Ордой. Таким образом, если Чингисхан и Бату-хан в художественном мире В. Яна олицетворяли разрушение, то Александр Невский персонифицирует созидание, равно проявляемое и в ратных делах, и в управлении государством. Это не удалось в полной мере, однако даже разведя образы по разным книгам, писатель продемонстрировал их полярную противоположность.

## Критика
В. Оскоцкий считал, что и своим успехом, и мучительными издательскими перипетиями трилогия «главных книг» В. Яна была обязана их идеологизированности. Невозможность в течение пяти лет опубликовать «Чингиз-хана», даже при благожелательности М. Горького, объяснялась и тем, что обличение тирании в 1930-х годах было небезопасным. К началу Второй мировой войны поменялась конъюнктура, и роман стал один из первых, которыми советская литература отвечала на социальный заказ эпохи. Действительно, первые рецензии 1939—1940 годов на «Чингиз-хана» были, по преимуществу, негативными. Так, Г. Шторм, признавая безусловную эрудицию писателя, тщательность разработки материала, «редкую для историка-беллетриста», укорял Яна за «излишнюю завлекательность» и «традиционный экзотический Восток». Зоя Кедрина, похвалив писателя за «колоритный язык» и необычность формы, отсылающей к старой восточной повести, отмечала, что это сказывалось на сюжете, который довольно рыхлый. Резко отрицательно высказался С. Хмельницкий, отметивший, что в творчестве писателя «мастерство чередуется с небрежностью и беспомощностью», а превосходное знание и тонкое понимание истории не мешает «безвкусному упрощению». В годы войны тональность рецензий, напечатанных на переиздание романа, резко поменялась. Так, Л. Волынский вынес на первое место актуальность романов В. Яна, подчеркнув, что минувшее под его пером «оживает в современном». В. Кирпотин отмечал «страстную заинтересованность» В. Яна в современности, отличное знание истории и полное уважение к исторической правде: «автор не вгоняет события в насильственно сконструированную схему. Он не одевает прошлое в маскарадный костюм». Этот же автор в 1942 году отрецензировал «Батыя», отмечая, что Ян «ищет в опыте прошлых веков поучений для сегодняшнего дня», «вызывает ненависть к врагам родины и свободы». З. Кедрина в рецензии на второй роман трилогии также отмечала мастерство писателя и его тяготение к правде, «страстную точность» и недопущение любых фальсификаций.
Дмитрий Быков в 2016 году отметил, что присуждение Янчевецкому Сталинской премии было многозначно, поскольку именно романы об Орде «показали Сталину идеальный образец, из которого его империя выросла». Критик невысоко оценивал стиль письма В. Яна, утверждая, что это — «орнаментальная проза в духе Серебряного века, в которой ничего особенно интересного, никаких литературных открытий не содержится». Исторические повести и романы Василия Яна быстро завоевали популярность и оставались востребованными в самые разные периоды существования СССР и современной России. В «Лексиконе русской литературы XX века» В. Казака указано, что в канун Второй мировой войны тематика романов В. Янчевецкого — сопротивление превосходящей силе противника, оккупация, борьба за освобождение, — была особенно актуальна, что и стало причиной присуждения Сталинской премии. По сути, это было повторением официальных советских оценок, первая из которых была дана А. Фадеевым ещё в 1942 году: романы Яна «воспитывали в советских людях готовность защищать свою Родину, воспитывали национальную гордость. Это были полезные, своевременные произведения, отклик писателя на требования грозного времени…». Прямые параллели событий монгольского нашествия и Великой Отечественной войны в трактовке В. Яна проводила Л. Александрова. Лев Разгон объявил Янчевецкого «верным продолжателем гуманных традиций великой русской литературы», который «будил в людях гордое сознание человеческого достоинства, уверенность в том, что люди способны сломать самую страшную, самую сильную машину захвата и угнетения». Наконец, И. Кондаков обратил внимание на то, что новый пик интереса к творчеству писателя наметился на рубеже 1980—1990-х годов, когда «те, кто остался на обломках империи, с тревогой вглядывались во мглу веков, пытаясь угадать свою дальнейшую судьбу в потоке истории: книги Яна давали ответы на подобные вопросы». Американский исследователь Дэн Унгуряну (Вассар-колледж) помещал имя В. Яна в широкий литературный контекст, в один ряд с Ю. Тыняновым, А. Толстым, Р. Гулем, М. Алдановым, Ю. Трифоновым, В. Ивановым, и даже Б. Окуджавой, Н. Эйдельманом и В. Пикулем.
С. Петров критиковал роман «Чингиз-хан» на том основании, что его автор «нередко превращается из художника-живописца в рассказчика-комментатора». Напротив, Л. Александрова очень высоко оценивала метод документирования, который был применён Василием Яном. Она утверждала, что этот метод был им почерпнут из «Капитанской дочки» А. С. Пушкина: необходимые цитаты из документов — в том числе Ибн-Хазма или Саади или Н. Костомарова и В. Бартольда, — переносятся в эпиграфы глав романа. Это позволяет освободить текст и использовать целостность как элемент художественного времени. Достоверность сообщаемому придаёт сквозной персонаж трилогии — летописец Хаджи-Рахим, от лица которого передаются многие эпизоды. Авторский стиль Янчевецкого В. Оскоцкий характеризовал как «красочно-яркий и пёстрый», но он не всегда мог «плотно состыковать многоразличные слагаемые».

## Издания
- Ян В. Чингиз-хан: повесть из жизни старой Азии (XIII век). — М. : Художественная литература, 1939. — 346 с.
- Ян В. Нашествие Батыя : Повесть / Перераб. автором для детей / Рис. В. Бехтеева. — М.—Л. : Детиздат, 1941. — 256 с.
- Ян В. Батый: Ист. повесть (XIII век) / Предисл. С. Бахрушина. — М. : Гослитиздат, 1942. — 432 с.
- Ян В. Юность полководца: Ист. повесть из жизни Александра Невского: [Для сред. возраста] / Рисунки А. Самохвалова. — М. : Детгиз, 1952. — 224 с.
- Ян В. К «последнему морю». (Путь Батыя): Ист. повесть (XIII в.). — М. : Гослитиздат, 1955. — 320 с.
- Ян В. Загадка озера Кара-нор: Рассказы / Ил.: Г. А. Петров. — М. : Сов. писатель, 1961. — 190 с.
- Ян Василий. Избранные произведения: В 2 т. / Вступ. статья Л. Разгона; Худож. И. Спасский. — М. : Худож. лит., 1979. — Т. 1: Чингисхан ; Батый : [романы]. — 783 с.
- Ян Василий. Избранные произведения: В 2 т. / Вступ. статья Л. Разгона; Худож. И. Спасский. — М. : Худож. лит., 1979. — Т. 2: К последнему морю: [роман]. Юность полководца: [повесть]. — 516 с.
  - В 1992 году издательство «Транспорт» выпустило это же собрание избранных произведений с предисловием Л. Разгона в трёх томах (ISBN 5-277-01611-2, 5-277-01612-0, 5-277-01613-9).
- Ян В. Собрание сочинений : В 4 т. / Под ред. пред. Комиссии по литературному наследию В. Яна Н. Т. Федоренко; сост. М. В. Янчевецкого. — М. : Правда, 1989. — Т. 1: Финикийский корабль: [исторические повести, рассказы] / Вступ. ст. В. Д. Оскоцкого, посл. А. И. Немировского. — 560 с. — (Библиотека «Огонёк»).
- Ян В. Собрание сочинений : В 4 т. / Под ред. пред. Комиссии по литературному наследию В. Яна Н. Т. Федоренко; сост. М. В. Янчевецкого. — М. : Правда, 1989. — Т. 2: Чингиз-хан; Батый / [Послесл. И. Б. Грекова]. — 540 с. — (Библиотека «Огонёк»).
- Ян В. Собрание сочинений : В 4 т. / Под ред. пред. Комиссии по литературному наследию В. Яна Н. Т. Федоренко; сост. М. В. Янчевецкого. — М. : Правда, 1989. — Т. 3: Батый; К «последнему морю»; рассказы / [Послесл. М. В. Янчевецкого]. — 528 с. — (Библиотека «Огонёк»).
- Ян В. Собрание сочинений : В 4 т. / Под ред. пред. Комиссии по литературному наследию В. Яна Н. Т. Федоренко; сост. М. В. Янчевецкого. — М. : Правда, 1989. — Т. 4: Юность полководца; Молотобойцы; Рассказы; Записки пешехода; Голубые дали Азии: Записки всадника / [Послесл. М. В. Янчевецкого]. — 576 с. — (Библиотека «Огонёк»).
- Ян В. Полное собрание исторических романов и повестей в одном томе. — М. : Альфа-книга, 2019. — 1196 с. — (Полное собрание в одном томе). — ISBN 978-5-9922-2585-3.